# Városház-lépcső (Hradzsin)

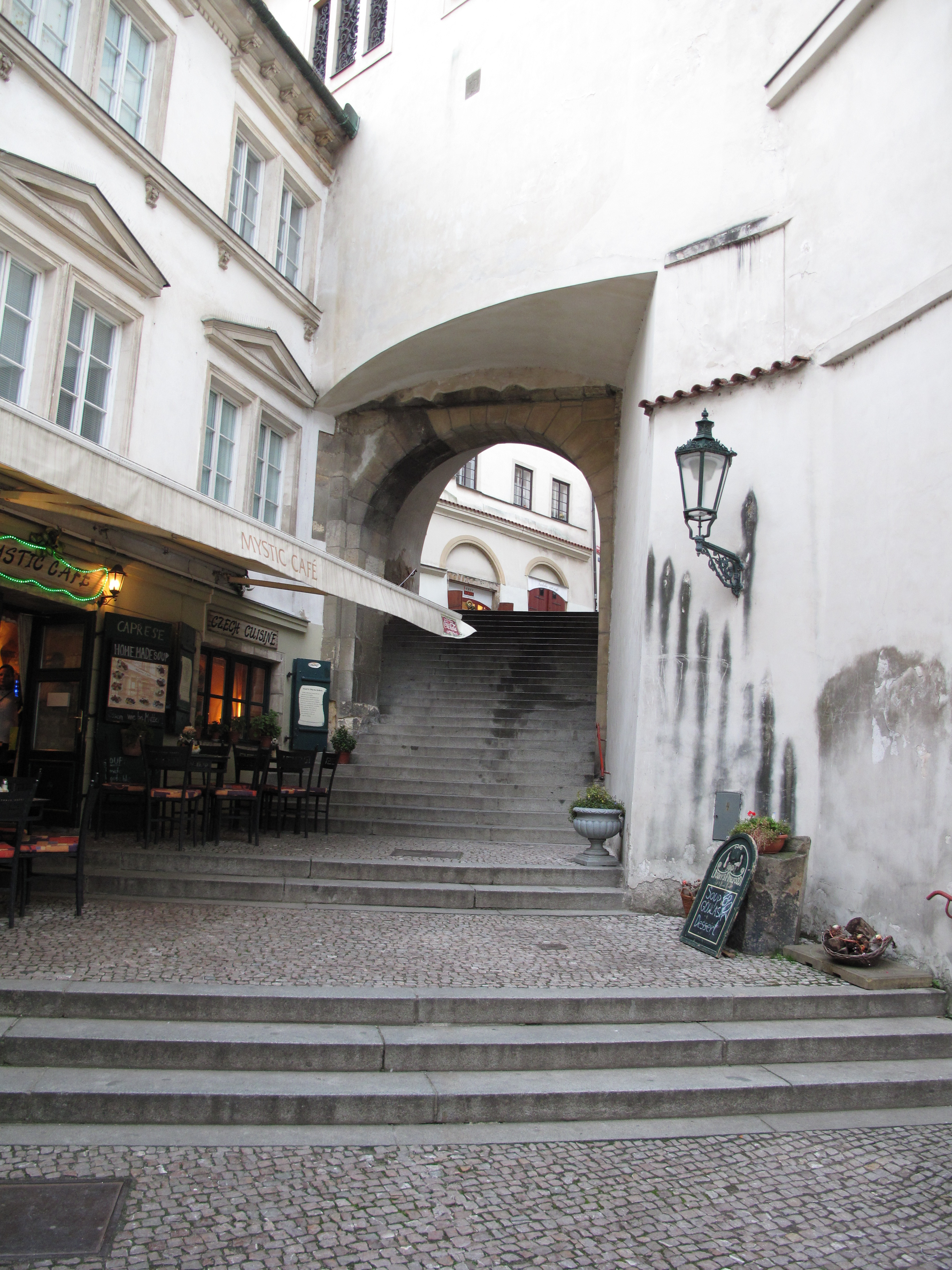
Az átjáróház

A hradzsini Városház-lépcső a Loreto utca Hradzsin tér felé eső végét köti össze a Neruda utca és az Úvoz sarkával.
Alsó végében két, egyaránt 1714-ben faragott barokk szobor áll:
- Nepomuki Szent János és
- Szent József.[2]

A lépcsővel szemben nyíló kocsifeljárót 1664-ben vájták a sziklába. E mellett további két szobor látható:
- Fürdőző nő (J. Štursa, 1948) és
- egy barokk Pietà.[2]

Érdekessége, hogy a lépcső középtájt egy ház földszintjén halad át. Az átjáróházat érdekes 16. századi sgrafittók másolatai díszítik.